# Josep Serra Busquets
Josep Serra Busquets (Mollet del Vallès, Vallès Oriental, 1954) és un escriptor, professor i polític català, alcalde de Lliçà de Vall entre el 2015 i el 2017.

## Trajectòria
Mestre de primària. Director de l'escola Les Llisses de Lliçà de Vall (1990-2014). Formador i assessor en l'ensenyament de les ciències naturals pel Departament d'Ensenyament de la Generalitat de Catalunya (CDEC). Postgrau de Didàctica de les Matemàtiques i les Ciències Experimentals per l'ESO (branca de ciències experimentals 1993-1995)
Regidor de l'Ajuntament de Mollet del Vallès per CiU en les legislatures 1979-1983 i 1983-1987. Àrees de Cultura i Joventut.
Va ser l'alcalde de Lliçà de Vall per ERC entre els anys 2015 i 2017, en un pacte amb el PDeCAT, i fou substituït el 2017 pel candidat d'aquest partit, Xavier Serrate i Cunill.
Serra va començar a donar-se a conèixer com a escriptor als anys 90, quan es va presentar als primers concursos literaris.
En poesia ha publicat:
- “Usuari d'empremtes” (Ed Granollers,2002)
- “Mediterranis” (Ed Granollers, 2003)
- “Trencadís de somnis” (Ed Granollers,2005)
- “Trànsit i tempesta” (Ed Tarafa, 2006)
- “Anys i paranys” (Témenos Edicions 2013)
- "Silencis d'ahir i de demà" (Témenos Edicions 2019)

En narrativa ha publicat:
- “A fora és fosc” (Ed Tarafa, 2006)
- "Uns quants dies d'hivern" (Témenos Edicions 2020)
- "Una caja con candado" (Editorial Autografia 2021)
- "¿Te importa que me siente?" (Editorial Autografia 2022)
- "Solituds" ( Editorial Autografia 2024)

Autor també de l'estudi “Una llavor un arbre” editat pel CRP del Vallès Oriental I i el Consell Comarcal del Vallès Orienta l'any 1996.
Coautor de llibres de Medi (Ed Vicens Vives, 2005 i següents)
Va ser també col·laborador del periòdic Contrapunt del 2003 al 2014.
Col·laborador de La Veu del Vallès (4 de març de 1978 – 31 de març de 1978) és un setmanari comarcal d'informació general i actualitat, tal com expressava el seu subtítol. Aquesta publicació comptava amb delegacions, a Caldes de Montbui, Josep M. Codina; a Mollet del Vallès, Josep Serra i a Sant Celoni, Santi Santamaria.
Reconeixements
- Mestre en Gai Saber pels Jocs Florals de Lliçà de Vall 1997
- Guanyador del Premi Comarcal de Poesia de les Festes de les Lletres Catalanes del Vallès Oriental d'Òmnium Cultural els anys, 1997, 1999, 2001, 2003 i 2005.
- Guanyador del Premi Comarcal de Narrativa de la Festa de les Lletres Catalanes del Vallès Oriental, organitzada per Òmnium Cultural, l'any 2005.
- Menció especial al Premi de novel·la de la 31a Festa de les Lletres Catalanes del Vallès Oriental, organitzada per Òmnium Cultural, l'any 2020 amb l'obra "La Lola, el Roc i altres companys de viatge" publicada dins del llibre "Solituds" el 2024.